# Victoria Noel-Johnson
Victoria Noel-Johnson (Londra, 4 dicembre 1978) è una storica dell'arte britannica, curatrice delle mostre e autrice di numerose pubblicazioni dedicate all’arte europea del XX secolo. Specializzata nell’arte metafisica e nelle opere di Giorgio de Chirico, tra il 2008 e il 2017 è stata la curatrice della Fondazione Giorgio e Isa de Chirico a Roma. Lei collabora frequentemente nei settori pubblici e privati con musei, istituti, fondazioni ed archivi internazionali.

## Biografia
Si è laureata ottenendo il Master of Arts in storia dell’arte presso l’Università di Edimburgo e ha conseguito il suo PhD all’Università di Glasgow. Nel 2010 ha collaborato con Achille Bonito Oliva nella mostra La natura secondo de Chirico presso Palazzo delle Esposizioni a Roma. Con la Fondazione Giorgio e Isa de Chirico, ha inoltre organizzato o co-curato mostre all'estero in Giappone e Brasile, ed in Italia a Pavia, Cava de’ Tirreni, Castel del Monte e Monza. Nel 2017 ha co-curato la prima mostra di Giorgio de Chirico in Russia alla Galleria Tret'jakov, insieme a Gianni Mercurio e Tatiana Goryacheva. Nel 2019 è stata la curatrice della mostra Giorgio de Chirico e il volto della Metafisica presso gli appartamenti del Doge a Palazzo Ducale di Genova. 
Durante il 2020-2021, ha collaborato sul progetto Caravaggio e i contemporanei ideato da Vittorio Sgarbi presso il MART (Museo di arte moderna e contemporanea di Rovereto e Trento, Rovereto), con la curatela della mostra Luciano Ventrone. La grande illusione. In occasione del 500º anniversario della scomparsa del grande maestro Raffaello, Noel-Johnson ha co-curato, insieme a Beatrice Avanzi, la grande esposizione dedicata a Picasso, de Chirico e Dalí: Dialogo con Raffaello. Originariamente programmata per il 2020, la mostra si è inaugurata nel 2021 a causa della pandemia globale. Poco dopo, ha curato a New York la mostra fotografica Fulvio Roiter: High-Rise New York, che si è inaugurata a settembre 2021, in memoria del 20° anniversario degli attentati dell'11 settembre 2001. L’esposizione è stata ospitata dalla Casa Italiana Zerilli-Marimò, NYU, New York, in collaborazione con la Fondazione Fulvio Roiter, l’Istituto Italiano di Cultura di New York e sotto gli auspici del Consolato Generale d'Italia a New York.
Nel 2022, ha organizzato la mostra Joan Miró: L'essence des choses passées et présentes (Joan Miró: The Essence of Past and Present Things) presso il BAM – Musée des Beaux Arts, Mons, Belgio, con la partecipazione della Fundació Joan Miró (Barcellona) e Fundació Pilar i Joan Miró (Palma di Maiorca). Poco dopo, ha inaugurata la mostra Lee Miller - Man Ray. Fashion, Love, War, in collaborazione con i Lee Miller Archives, presso il Palazzo Franchetti, Venezia (2022-2023). Nel 2023, ha curato la mostra Kay Sage and Yves Tanguy: Ring of Iron, Ring of Wool, presso la Helly Nahmad Gallery, New York, con prestiti museali (tra cui MOMA, New York; Philadelphia Museum of Art, Filadelfia; e The Mint Museum, Charlotte) e collezioni private (Nahmad Collection, Esther Grether Family Collection e Samuel Zell Collection). Nel 2023-2024, ha anche collaborato sulla mostra Modigliani: Modern Gazes organizzata presso il Staatsgalerie Stuttgart, e poi il Museum Barberini, Potsdam.
In occasione del centenario del Surrealismo (1924-2024), Noel-Johnson ha curato due mostre importanti in Italia su Giorgio de Chirico, il padre spirituale eletto da André Breton, il leader del movimento parigino. La prima mostra Giorgio de Chirico. Metafisica continua, organizzata in collaborazione con la Fondazione Giorgio e Isa de Chirico, si è tenuta presso la Galleria d'arte moderna, Palazzo Sarcinelli, Conegliano, Veneto (2023-2024), con un focus sulle opere neometafisiche degli anni Sessanta e Settanta di de Chirico. La seconda mostra, intitolata Giorgio de Chirico: 1924 (Museo di Arti Decorative – Fondazione Accorsi-Ometto, Torino, 8 novembre 2024 – 2 marzo 2025), focalizza esclusivamente sul periodo 1921-1928, con un’attenta ricostruzione critica del rapporto professionale tra de Chirico e i due surrealisti Breton e Paul Éluard.
Nel corso della sua carriera Noel-Johnson ha preso parte come esperta della materia a diversi programmi radio e televisivi, tra cui Fake or Fortune? con Fiona Bruce trasmesso da BBC One (Art Investigation, Sky Arte), Applausi, trasmesso da Rai 1, Caleidoscopio, trasmesso da Rai Arte e Almanacco di Bellezza (Classica HD, Sky) con Piero Maranghi e Leonardo Piccinini.

## Pubblicazioni
- Victoria Noel-Johnson, Sabina D'Angelosante e Matilde Romito, Giorgio de Chirico. La suggestione del classico, Milano, Silvana Editoriale, 2009, ISBN 8836615562.
- Victoria Noel-Johnson e Michela Tocci, De Chirico a Castel del Monte. Il labirinto dell'anima (The Labyrinth of the Soul), Milano, Silvana Editoriale, 2011, ISBN 9788836620401.
- Victoria Noel-Johnson, De Chirico e l'oggetto misterioso, Milano, Silvana Editoriale, 2014, ISBN 8836629946.
- (EN) Victoria Noel-Johnson, Giorgio de Chirico and the United Kingdom (c. 1916-1978), Falciano, Maretti Editore, 2017, ISBN 978-88-98855-37-7.
- Gianni Mercurio, Tatiana Goryacheva e Victoria Noel-Johnson, Giorgio de Chirico: Metaphysical Visions, Treviso, Antiga Edizioni, 2017, ISBN 8899657815.
- (EN) Victoria Noel-Johnson, Giorgio de Chirico: The Changing Face of Metaphysical Art, Milano, Skira Editore, 2019, ISBN 8857240584.
- Victoria Noel-Johnson, Giorgio de Chirico: Il volto della Metafisica, Milano, Skira Editore, 2019, ISBN 8857240436.
- (FR) Laura Neve, Giorgio de Chirico: Aux origines du surréalisme belge (René Magritte, Paul Delvaux, Jane Graverol), including essay by Victoria Noel-Johnson, Bruxelles, Éditions Mardaga, 2019, ISBN 2804707261.
- Beatrice Avanzi e Victoria Noel-Johnson, Picasso, de Chirico, Dalí: Dialogo con Raffaello, Milano, Silvana Editoriale, 2021, ISBN 9788836648795.
- Victoria Noel-Johnson, Fulvio Roiter: High-Rise New York, Milano, Skira Editore, 2021, ISBN 8857247163.
- (EN) Victoria Noel-Johnson, Joan Miró: The Essence of Things Past and Present, Ghent, Snoeck Publishers, 2022, ISBN 9461618409.
- (FR) Victoria Noel-Johnson, Joan Miró: L'essence des choses passées et présentes, Ghent, Snoeck Publishers, 2022, ISBN 9461618387.
- (FI) Victoria Noel-Johnson, Joan Miró: de essentie van voorbije en aanwezige dingen, Ghent, Snoeck Publishers, 2022, ISBN 9461618395.
- (EN) Victoria Noel-Johnson, Lee Miller. Man Ray: Fashion - Love – War, Milano, Skira Editore, 2022, ISBN 8857244156.
- Victoria Noel-Johnson, Lee Miller. Man Ray: Fashion - Love – War, Milano, Skira Editore, 2022, ISBN 8857244059.
- (EN) Victoria Noel-Johnson e Marzina Marzetti, Kay Sage and Yves Tanguy: Ring of Iron, Ring of Wool, Denis Des Islets, Matthew Foster and Lorenza Possati, Milano, Skira Editore, 2023, ISBN 885725061X.
- Victoria Noel-Johnson, Giorgio de Chirico. Metafisica continua, Treviso, Antiga Edizioni, 2023, ISBN 978-88-8435-400-6.
- Victoria Noel-Johnson, Giorgio de Chirico: 1924, Milano, Silvana Editoriale, 2024, ISBN 9788836659548.